# Propithecus verreauxi
El sifaca de Verreaux (Propithecus verreauxi) es un primate estrepsirrino de la familia Indriidae. Vive en Madagascar y puede ser encontrado en diferentes hábitats.
Es de color naranja, blanco y negro. Brincan con sus piernas de tronco de un árbol a otro tronco con saltos de más de 6 metros. 
En el suelo, da saltos con el cuerpo en posición lateral.